# Список умерших в 1148 году

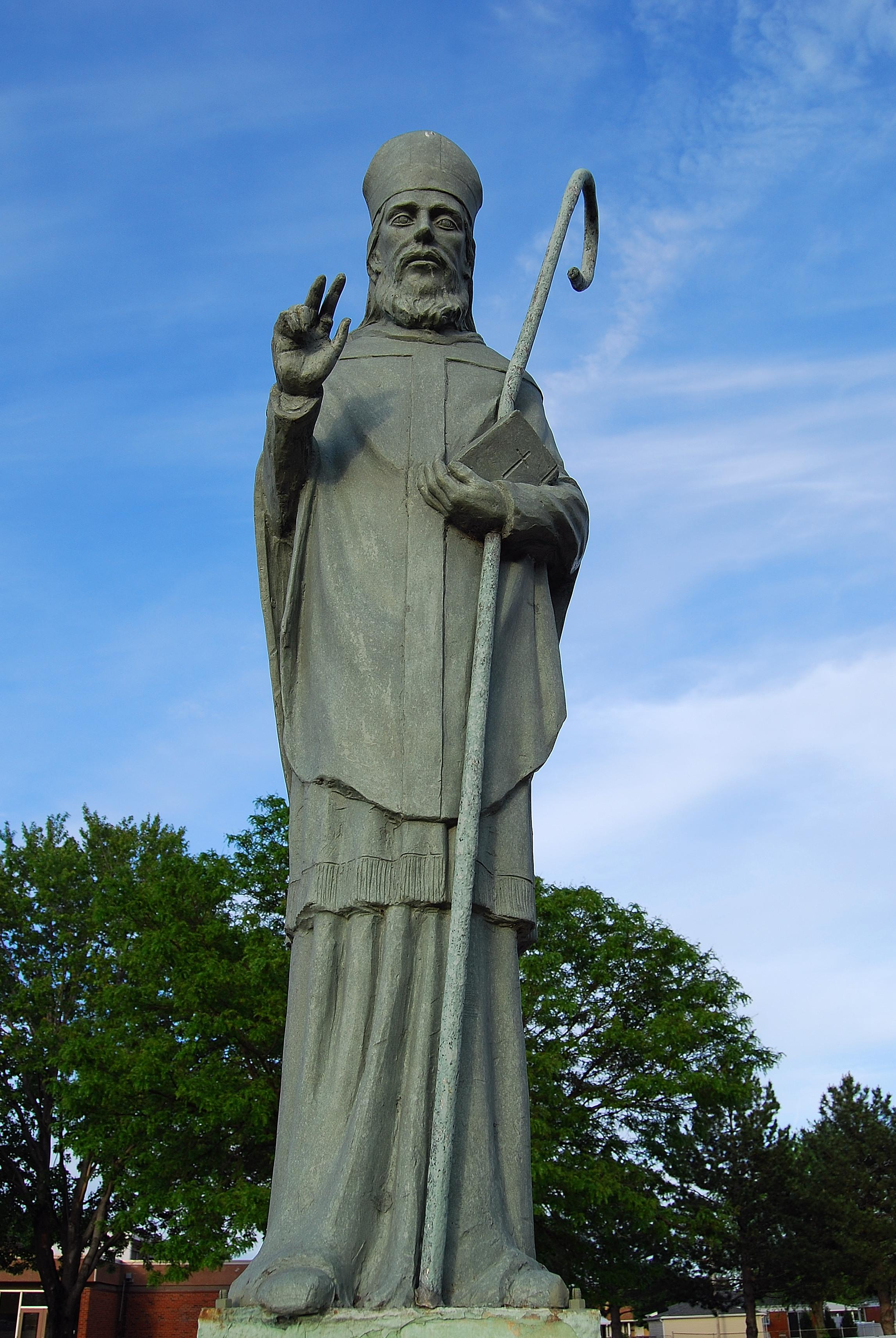
Святой Малахия

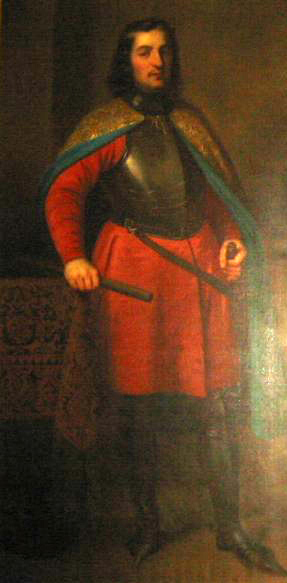
Рено III

В этой статье представлен список известных людей, умерших в 1148 году.
См. также: Категория:Умершие в 1148 году

## Январь
- 6 января — Гилберт де Клер — англонормандский аристократ, основатель младшей линии дома де Клер, 1-й граф Пембрук (c 1138).
- 19 января — Вильгельм де Варенн — граф Суррей (1138—1148). Участник второго крестового похода. Погиб в бою.

## Февраль
- Александр Линкольнский — епископ Линкольна (1123—1148)

## Апрель
- Амадей III Савойский — граф Савойский (1095—1148), участник второго крестового похода. Умер на Кипре пути в Палестину.

## Май
- 2 мая — Рожер III — герцог Апулии (1134—1148)

## Август
- 16 августа — Альфонс I Иордан — граф Тулузы, маркиз Прованса, герцог Нарбонны (1112—1148). Участник второго крестового похода. Отравлен.
- 20 августа — Гильом II — граф Невера, граф Осера, граф Тоннера (1097—1148), участник арьергардного крестового похода.

## Сентябрь
- 8 сентября — Гильом из Сен-Тьерри — французский монах, богослов, настоятель аббатства Сен-Тьерри (1121—1135).
- 17 сентября — Конан III — герцог Бретани, граф Нанта, граф Ренна (1112—1148).

## Октябрь
- Ваньянь Учжу — чжурчжэньский полководец, один из видных военных и политических деятелей империи Цзинь.

## Ноябрь
- 2 ноября — Святой Малахия — католический архиепископ Армы в Северной Ирландии, святой римско-католической церкви. Ему приписывают Пророчество о папах.
- 9 ноября — Ари Торгильссон — первый исландский историк, автор «Книги о исландцах» и «Книги о заселении Исландии».
- 20 ноября — Альберих Остийский — Кардинал-епископ Остии (1138—1148)

## Дата неизвестна или требует уточнения
- Абу Бакр ибн аль-Араби — арабский историк, кади, знаток Корана и факих; представитель маликитской школы мусульманского права.
- Адемар IV — виконт Лиможа (1139—1148).
- Амак Бухарский[англ.] — персидский поэт
- Арнольд I — граф Лауренбурга, Нассауский дом.
- Асцелин[англ.] — епископ Рочестера (1142—1148).
- Бернард (епископ)[англ.] — епископ Сент-Дейвидса, последний соперник Кентерберийской архиепархии.
- Гедвига фон Гуденсберг — наследница гауграфства в Гессене и графства Гуденсберг, жена ландграфа Тюрингии Людвига I.
- Ги I Бризбар — сеньор Бейрута (c ок. 1138).
- Ги IV — виконт Лиможа.
- Жоффруа II де Пентьевр — граф де Пентьевр (1135/1136 — 1148}
- Мильи, Пайен де — барон Иерусалимского королевства, лорд Трансиордании (1134—1148).
- Оттар — норвежско-гэльский король Дублина (1142—1148).
- Полани, Пьетро — Венецианский дож (1130—1148).
- Рено III — граф Бургундии — граф Макона, граф Вьенна (1102—1148), пфальцграф Бургундии (1127—1148).
- Робер де Бетюн[англ.] — епископ Херефорда (1131—1148). При нём построен и освящён Херефордский собор.
- Удо I Тюрингский[нем.] — епископ Наумбурга (1125—1148).
- Ульфхильда Хаконсдоттер — скандинавская королева, дважды королева Швеции (ок. 1117 — ок. 1125 и ок. 1134 — ок. 1148) и единожды королева Дании (ок. 1130 — ок. 1134).
- Хабул-хан — монгольский правитель, возглавлявший крупное объединение родов.
- Элинанд де Бур[англ.] — князь Галилеи (1142—1148)